# Forêt nationale de l'Amazonas
Ne doit pas être confondu avec forêt amazonienne ou Amazonie.
La forêt nationale de l'Amazonas (portugais : Floresta Nacional do Amazonas) est une forêt nationale brésilienne, se situant dans la région Nord et l'État de l'Amazonas.
Le parc fut créé en 1989 et couvre une superficie de 1 944 209,59 hectares.
Il s'étend sur le territoire de la municipalité de Barcelos.